# Amistat (Facebook)
Amistat, amic o afegir amistat (Friend en anglès) és una funció al Facebook i un neologisme associat amb les xarxes socials en línia.
Com a neologisme, el terme en anglès (friend) és un verb transitiu significant "enviar una petició d'amistat al Facebook". Fou emprat en aquest sentit pel comediant Stephen Colbert al Rally to Restore Sanity and/or Fear quan Colbert satíricament li va dir al fundador de Facebook, Mark Zuckerberg, "Mark, friend me" ("Mark, afegeix-me"). A causa dels seus efectes potencials sobre la relació metge-pacient, alguns metges han demanat als seus pacients de no afegir-los al facebook. És possible que en la configuració d'amic de Facebook (Edita els teus amics a la pestanya Compte) d'eliminar a algú de l'estatus amic, cosa que és referida com "Eliminar amistat" al Facebook, or also "De-Friend". En anglès "Eliminar amistat" (Unfriend) fou paraula de l'any del New Oxford American Dictionary en el 2009. El concepte en anglès s'ha utilitzat també per descriure la desactivació d'un compte de Facebook. El concepte en anglès també s'ha utilitzat per referir-se als acomiadament col·lectius en la indústria dels mitjans socials.

## Ramificacions
El perfils de Facebook poden ser configurats per un usuari per tal de restringir considerablement l'accés d'aquells usuaris que no són "amics", per exemple, bloquejant l'accés a les fotos i a la informació de contacte per part d'aquestes persones. Després que una persona accepta una petició d'amic, el nou "amic" llavors té molt més accés a la informació de perfil d'aquesta persona.